# Neuendorf B
Neuendorf B è una frazione del comune di Spantekow del Meclemburgo-Pomerania Anteriore, in Germania.

## Storia
Già comune autonomo alla fine del 2011 è stato incorporato al comune di Spantekow, il territorio comunale si divideva in 2 zone (Ortsteil), corrispondenti al centro abitato di Neuendorf e a 1 frazione:
- Neuendorf (centro abitato)
- Janow